# ژوژا تسینکوتسی
ژوژا تسینکوتسی (مجاری: Zsuzsa Czinkóczi؛ زادهٔ ۲۳ ژانویهٔ ۱۹۶۷) بازیگر اهل مجارستان است.
از فیلم‌ها یا برنامه‌های تلویزیونی که وی در آن نقش داشته‌است، می‌توان به راپسودی آمریکایی و خاطراتی برای بچه‌هایم اشاره کرد.